# オムルタグ
オムルタグ（ブルガリア語: Омуртаг、? - 831年）は、第一次ブルガリア帝国のハーン（在位：814年 - 831年）。先代クルムの息子。東ローマ帝国と講和を結ぶとともに、統治体制の整備を進めた。

## 生涯
父クルムの急死にともなって、814年にハーン位についた。東ローマ帝国と講和を結ぶと、防壁を建設するなど国土防衛を進めた。国家の安全が図られると、行政区であるコミタトの設置など統治体制の整備を進めていった。
東ローマ帝国への警戒上キリスト教を禁止したため、キリスト教に帰依した長男のエンラヴォタにハーン位を継承させなかった。
スラヴ人とブルガール人の融合にも努め、自らの息子にもスラヴ風の名をつけた。